# Limnomys sibuanus
Limnomys sibuanus  (Mearns, 1905) è un roditore della famiglia dei Muridi endemico dell'isola di Mindanao, nelle Filippine.

## Descrizione

### Dimensioni
Roditore di piccole dimensioni, con la lunghezza della testa e del corpo tra 102 e 129 mm, la lunghezza della coda tra 147 e 174 mm, la lunghezza del piede tra 28 e 31 mm, la lunghezza delle orecchie tra 20 e 22 mm e un peso fino a 82 g.

### Aspetto
La pelliccia è lunga e densa. Il colore delle parti dorsali è fulvo con riflessi olivastri lungo fianchi e più scuro sulla schiena, mentre le parti ventrali sono giallo-crema, color argilla sull'addome e il ventre.  Le vibrisse sono lunghe e si estendono oltre le spalle. Il dorso dei piedi è bruno-nerastro, con le dita e i lati bianco-brunastri, sono presenti dei ciuffi di peli bianco-grigiastri tra gli artigli, che sono color carne e con la punta avorio. Le orecchie sono marroni scure, con dei ciuffi giallastri alla loro base. La coda è più lunga della testa e del corpo, densamente ricoperta di peli, uniformemente bruno-grigiastra e con 16 anelli di scaglie per centimetro.

## Biologia

### Comportamento
È una specie arboricola e prevalentemente notturna.

### Alimentazione
Si nutre di frutta, semi e meno frequentemente di invertebrati.

## Distribuzione e habitat
Questa specie è endemica dell'isola di Mindanao, nelle Filippine.
Vive nelle foreste primarie montane e nelle foreste pluviali muschiose tra 2.000 e 2.800 metri di altitudine.

## Conservazione
La IUCN Red List, considerata l'abbondanza all'interno del suo areale e l'habitat privo di minacce, classifica L. sibuanus come specie a rischio minimo (Least Concern).